# Станіслав Брикчинський
Станіслав Брикчинський, гербу Ґвяндзич (5 грудня 1841, Осса — 2 січня 1912, Львів) — польський землевласник, учасник Січневого повстання (1863), господарський і політичний діяч, депутат Галицького крайового сейму, голова Галицького господарського товариства.

## Біографія
Випускник російського кадетського корпусу в Петербурзі, служив офіцером російської армії. Під час Січневого повстання залишив службу і брав участь у боях з росіянами, зокрема у битві під Кобиланкою. Після переїзду до Галичини був заарештований у Львові та висланий за межі Австрійської імперії. Кілька років жив на еміграції в Парижі. Повернувшись до країни як землевласник, він господарював спочатку в Чорному Острові, а потім у Дидятичах біля Судової Вишні. Згодом оселився в купленому маєтку Пациків (з Дембником) у Станіславівському повіті.
- Був головою контрольної ради Галицького товариства земельного кредиту (1903—1912)[3]
- Член і активіст Галицького господарського товариства,
- член ЦК (23.06.1889 — 13.06.1893),
- віцепрезидент (13 червня 1893 — 10 червня 1906)
- та президент (10 червня 1906 — 10 червня 1909)[4].
- Протектор Товариства хліборобських гуртків у Львові (1914)[5].
- Почесний член ЦК Краківського сільськогосподарського товариства[6].
- Проводив велику діяльність у галузі підтримки скотарства в Станіславівському та Надворнянському повітах[2].

Був головою Станіславівської окружної ради (1878—1898). Депутат Галицького сейму 5-го, 6-го, 7-го, 8-го та 9-го скликань (1885—1912). Обраний від курії І (великих власників) від Станіславівського округу. 29 жовтня 1885 року він отримав 64 голоси з 95. Посаду обіймав до самої смерті. 1896 року був обраний депутатом Національного відділу від курії сільських комун. Член правого клубу сеймового Польського гуртка в 1908 році. На сеймі він виконував обов'язки писаря господарської комісії та знавця господарської культури. У 1889—1901 роках був депутатом Галицького національного відділу.

## Сім'я
Народився в поміщицькій родині, син Станіслава та графині Ванди, уродженої Замойської, мав двох молодших братів Антонія та Стефана. 
Двічі одружений: 
- від першого шлюбу з Ідалією Святополк-Четвертинською мав сина Мечислава;
- від другого шлюбу з Марією Русановською — сина Станіслава.

Похований у Львові.